# RAWA

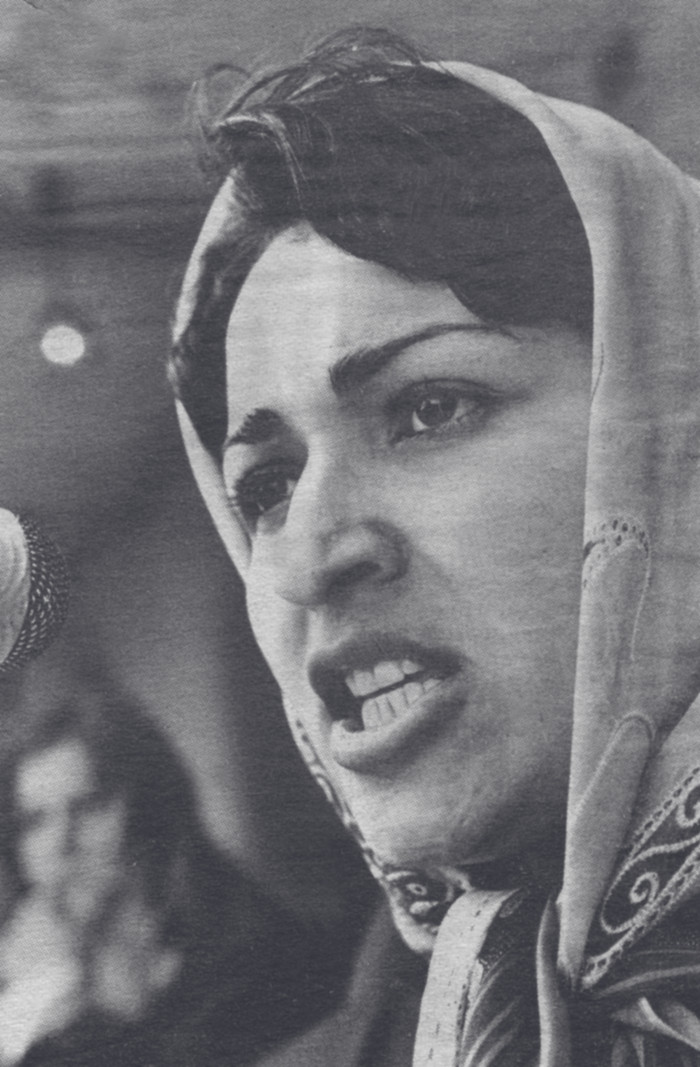
Meena Keshwar Kamal

Die Revolutionäre Vereinigung der Frauen Afghanistans, kurz RAWA (von englisch Revolutionary Association of the Women of Afghanistan; persisch جمعیت انقلابی زنان افغانستان Jamiyat-e Enqelābi-ye Zanān-e Afghānestān, paschtunisch د افغانستان د ښڅو انقلابی جمعیت), ist eine Frauenrechtsorganisation, die 1977 in Kabul in Afghanistan von Meena Keshwar Kamal gegründet wurde, um für Menschenrechte und soziale Gerechtigkeit zu kämpfen und am Aufbau einer sozialen und demokratischen Regierung in Afghanistan und der Trennung von Religion und Staat teilzuhaben.
Um dieses Ziel zu erreichen, versuchte RAWA, mehr Frauen in politische und soziale Aktivitäten mit einzubeziehen.
Die Aktivitäten der RAWA erweiterten sich bald auf weitere Bereiche wie Erziehung, Bildung und Medizin.
Ihre Arbeit wird allein über Spenden finanziert.
Nach der Sowjetischen Intervention in Afghanistan im Dezember 1979 begann RAWA, sich an den Widerstandskämpfen zu beteiligen.
Im Gegensatz zum bewaffneten Widerstand versuchte die Organisation, durch Demokratie und Aufklärung an ihr Ziel zu kommen.
Immer mehr Frauen schlossen sich RAWA an und ihr Einfluss stieg.
In Flüchtlingslagern in Pakistan fingen RAWA-Aktivistinnen an, Krankenhäuser und Schulen für die afghanischen Flüchtlingsfrauen und -kinder zu bauen. Bald boten sie auch Lese- und Schreibunterricht für Analphabeten sowie Ausbildungen für einige Berufe an, z. B. dem der Krankenschwester.
Die Fundamentalisten „bekämpften“ die demokratische und anti-fundamentalistische RAWA wegen dieser Einstellung und weil sich die RAWA-Frauen nicht an das den afghanischen Frauen durch die Taliban auferlegte Arbeitsverbot hielten.
Viele Aktivistinnen kam dies teuer zu stehen.
Die Gründerin und Anführerin der RAWA, Meena Keshwar Kamal, wurde am 4. Februar 1987 in Quetta, Pakistan, von Agenten des afghanischen Geheimdienstes KhaD (Chidamāt-i Ittilā’āt-i Dawlati) und ihren fundamentalistischen Komplizen ermordet.
Auch heute versucht RAWA ihr Land auf demokratische, säkulare Art und Weise aufzubauen, obwohl sie dabei immer noch gewalttätigen Angriffen der Taliban und anderer Fundamentalisten ausgesetzt sind.
Sie fordert, die Warlords aus der Regierung zu entfernen, die privaten Armeen zu entwaffnen sowie alle (Kriegs-)Verbrecher vor Gericht zu bringen.
RAWA befürwortet den Abzug der ausländischen Truppen aus Afghanistan.